# Landkreis Mindelheim
Der Landkreis Mindelheim gehörte zum bayerischen Regierungsbezirk Schwaben. Sitz und Namensgeber des Landkreises war die Stadt Mindelheim. Vor dem Beginn der Gebietsreform in Bayern am Anfang der 1970er Jahre umfasste der Landkreis 62 Gemeinden.

## Geographie

### Wichtige Orte
Die einwohnerstärksten Orte waren Mindelheim, Bad Wörishofen, Türkheim und Ettringen.

### Nachbarkreise
Der Landkreis grenzte Anfang 1972 im Uhrzeigersinn im Norden beginnend an die Landkreise Krumbach (Schwaben), Schwabmünchen, Kaufbeuren, Marktoberdorf, Memmingen und Illertissen.

## Geschichte

### Landgerichte
Im Jahr 1804 wurden die Landgerichte Mindelheim und Türkheim gebildet.

### Bezirksamt
Das Bezirksamt Mindelheim wurde im Jahr 1862 durch den Zusammenschluss der Landgerichte älterer Ordnung Mindelheim und Türkheim gebildet. Am 1. Oktober 1865 wurden einige Gemeinden des Bezirksamtes Memmingen dem Bezirksamt Mindelheim zugeschlagen.
Anlässlich der Reform des Zuschnitts der bayerischen Bezirksämter trat das Bezirksamt Mindelheim am 1. Januar 1880 Gemeinden an die Bezirksämter Augsburg, Kaufbeuren und Krumbach ab.

### Landkreis
Am 1. Januar 1939 wurde reichseinheitlich die Bezeichnung Landkreis eingeführt. So wurde aus dem Bezirksamt der Landkreis Mindelheim.
Am 1. Juli 1972 wurde der Landkreis Mindelheim im Zuge der Gebietsreform in Bayern aufgelöst. Die Gemeinde Traunried kam zum Landkreis Augsburg (bis 1973 Landkreis Augsburg-West). Alle übrigen Gemeinden wurden mit bis auf zwei allen Gemeinden des Landkreises Memmingen, 13 Gemeinden des Landkreises Illertissen, den Gemeinden Hasberg und Tiefenried des Landkreises Krumbach (Schwaben) sowie der Gemeinde Schlingen des Landkreises Kaufbeuren zu einem neuen Landkreis Mindelheim zusammengeschlossen.
Am 1. Mai 1973 erhielt der Landkreis seine heutige Bezeichnung Landkreis Unterallgäu.

## Einwohnerentwicklung
| Jahr | Einwohner | Quelle |
| ---- | --------- | ------ |
| 1864 | 30.477    | [ 6 ]  |
| 1885 | 30.288    | [ 7 ]  |
| 1900 | 33.447    | [ 8 ]  |
| 1910 | 36.656    | [ 8 ]  |
| 1925 | 37.525    | [ 9 ]  |
| 1939 | 37.961    | [ 10 ] |
| 1950 | 56.689    | [ 11 ] |
| 1960 | 50.800    | [ 12 ] |
| 1971 | 54.700    | [ 13 ] |

## Politik

Wappen

### Wappen
Das Wappen wurde am 26. Februar 1962 durch Bescheid des Bayerischen Staatsministeriums des Innern genehmigt.
Blasonierung: „Unter Schildhaupt mit den bayerischen Rauten in Gold übereinander zwei schwarze Dreiberge.“
Die beiden übereinander gestellten schwarzen Dreiberge stellen das Stammwappen der Herren von Frundsberg dar, die 1467 die Herrschaft Mindelheim erwarben. Nach ihrem Aussterben 1586 kam die Herrschaft Mindelheim schließlich 1617 an Herzog Maximilian von Bayern. Nachdem den Wittelsbachern bereits 1268/69 die Herrschaft Schwabegg aus dem Erbe der Staufer zugefallen war, besaßen die bayerischen Herzöge und Kurfürsten im 17. Jahrhundert etwa 4/5 des Landkreisgebietes. Die bayerischen Rauten im Landkreiswappen verweisen auf diesen historischen Zusammenhang.
Der Entwurf des Wappens stammt von Klemens Stadler und die Gestaltung übernahm der Nördlinger Rudolf Mussgnug.

### Flagge
Die Flagge ist gelb-schwarz-gelb gestreift mit aufgelegtem Landkreiswappen.

## Gemeinden

Landkreis Mindelheim, Gemeindegrenzenkarte von 1961

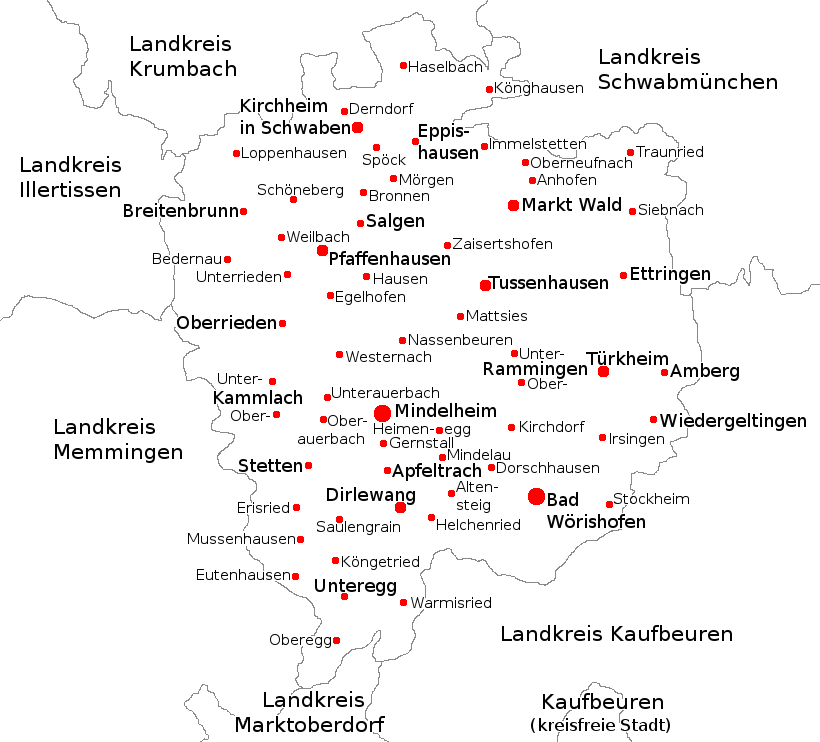
Der Landkreis Mindelheim vor der Gebietsreform im Jahr 1972; eingezeichnet sind alle für Gemeinden namensgebende Orte; alle nicht fett beschrifteten Gemeinden wurden im Zuge der Gebietsreform aufgelöst;

Bei den Gemeinden, die aufgelöst wurden, ist in Klammern vermerkt, zu welcher Gemeinde der Ort heute gehört. Die Gemeinden, die heute noch bestehen, sind fett geschrieben.
Städte
- Bad Wörishofen
- Mindelheim

Märkte
- Dirlewang
- Kirchheim in Schwaben
- Markt Wald
- Pfaffenhausen
- Türkheim
- Tussenhausen

Weitere Gemeinden
- Altensteig (Dirlewang)
- Amberg
- Anhofen (Markt Wald)
- Apfeltrach
- Bedernau (Breitenbrunn)
- Breitenbrunn
- Bronnen (Salgen)
- Derndorf (Kirchheim in Schwaben)
- Dorschhausen (Bad Wörishofen)
- Egelhofen (Pfaffenhausen)
- Eppishausen

| - Erisried (Stetten) - Ettringen - Eutenhausen (Markt Rettenbach) - Gernstall (Mindelheim) - Haselbach (Eppishausen) - Hausen (Salgen) - Heimenegg (Mindelheim) - Helchenried (Dirlewang) - Immelstetten (Markt Wald) - Irsingen (Türkheim) - Kirchdorf (Bad Wörishofen) - Köngetried (Apfeltrach) - Könghausen (Eppishausen) - Loppenhausen (Breitenbrunn) - Mattsies (Tussenhausen) - Mindelau (Mindelheim) | - Mörgen (Eppishausen) - Mussenhausen (Markt Rettenbach) - Nassenbeuren (Mindelheim) - Oberauerbach (Mindelheim) - Oberegg (Unteregg) - Oberkammlach (Kammlach) - Oberneufnach (Markt Wald) - Oberrammingen (Rammingen) - Oberrieden - Salgen - Saulengrain (Apfeltrach) - Schöneberg (Pfaffenhausen) - Siebnach (Ettringen) - Spöck (Kirchheim in Schwaben) - Stetten - Stockheim (Bad Wörishofen) | - Traunried (Ettringen) - Unterauerbach (Mindelheim) - Unteregg - Unterkammlach (Kammlach) - Unterrammingen (Rammingen) - Unterrieden (Oberrieden) - Warmisried (Unteregg) - Weilbach (Pfaffenhausen) - Westernach (Mindelheim) - Wiedergeltingen - Zaisertshofen (Tussenhausen) Gemeindefreie Gebiete - Angelbergerforst bei Tussenhausen - Angelbergerforst bei Zaisertshofen - Hochfirst |

## Kfz-Kennzeichen
Am 1. Juli 1956 wurde dem Landkreis bei der Einführung der bis heute gültigen Kfz-Kennzeichen das Unterscheidungszeichen MN zugewiesen. Es wird im Landkreis Unterallgäu durchgängig bis heute ausgegeben.